# Distephanus divaricatus
Distephanus divaricatus là một loài thực vật có hoa trong họ Cúc. Loài này được (Steetz) H.Rob. & B.Kahn mô tả khoa học đầu tiên năm 1986.